# Juancho Hernangómez
Juan Alberto Hernangómez Geuer, més conegut com a Juancho Hernangómez (Madrid, 28 de setembre de 1995) és un jugador de bàsquet espanyol, el darrer equip del qual ha estat els Toronto Raptors de l'NBA. Amb 2,06 d'alçada el seu lloc natural a la pista és el d'aler pivot.
És el germà petit del també jugador de bàsquet de l'NBA Willy Hernangómez (n. 1994).

## Biografia
De família molt relacionada amb el bàsquet, els seus pares van ser jugadors professionals; el seu pare, Guillermo Hernangómez, va ser internacional en categories inferiors i va jugar al Reial Madrid i a l'Estudiantes; la seva mare, Margarita Geuer, va ser campiona d'Europa amb la selecció femenina de bàsquet d'Espanya en el Campionat Europeu de Bàsquet Femení de 1993 a Perusa; el seu germà Willy Hernangómez va jugar al Reial Madrid i actualment als New York Knicks de l'NBA; i la seva germana Andrea (n. 2000) en les categories inferiors de l'Estudiantes.
Juancho Hernangómez es va formar en les categories inferiors de l'Estudiantes, equip en el qual fa el seu debut en l'ACB la temporada 2014-2015. La temporada 2015-16 és triat el millor jove de la Lliga ACB.
El juny de 2016 va ser triat en primera ronda del Draft de l'NBA del 2016 en la posició 15 per Denver Nuggets, equip amb el qual va signar contracte per dos anys garantits. El 26 d'octubre de 2016 va fer el seu debut a la lliga.